# دانوسور
دانوسور (نام علمی: Daanosaurus) نام یک سرده از راسته خزنده‌کفلان است.